# إسبو

موقع إسبو

شعار إسبو

إسبو (بالفنلندية: Espoo؛ بالسويدية: Esbo) ثاني أكبر مدينة وبلدية في فنلندا. يبلغ عدد قاطني إسبو 244.930 ساكن. تشكل جزءاً من منطقة هلسنكي الكبرى إلى جانب مدن هلسنكي وفانتا وكاونياينن. تحد إسبو هلسنكي وفانتا شرقاً بينما تحيط بكاونياينن بالكامل وهو وضع فريد في فنلندا. تطل المدينة على ضفة خليج فنلندا في إقليم أوسيما.
البلديات الأخرى المجاورة لإسبو هي نورميارفي وفيهتي شمالاً وكيركونومي غرباً. تقع حديقة نوكسيو الوطنية في شمال غرب إسبو.
تبلغ مساحة نطاق إسبو البلدي 528,16 كيلومتراً مربعاً، منها 312,22 من اليابسة و 215,94 من الماء.
تضم إسبو العديد من المراكز الإقليمية المحلية. وتنقسم إسبو إلى سبعة مناطق رئيسية: فانها إسبو (تضم المركز الإداري)، سور إسبونلهتي، بوهيويس إسبو، سور كاوكلهتي، سور لبافآرا، سور ماتنكولا وسور تابيولا.
تقوم كلية التكنولوجيا بجامعة آلتو في حي أوتانييمي، إلى جانب المجتمع العلمي مزدهرة تضم العديد من الشركات الناشئة ومنظمات مثل مركز البحوث التقنية الفنلندي. يقع المقر الرئيسي لشركة نوكيا للاتصالات في حي كيلانييمي، إلى جانب غيرها من شركات التكنولوجيا الفائقة مثل كوني وتكلا وفورتوم.
مدينة إسبو ثنائية اللغة رسمياً. غالبية السكان تتحدث الفنلندية كلغة أم بنسبة 83.6%. والأقلية من الفنلنديين الناطقين بالسويدية بنسبة 8.3%. نسبة سكان إسبو الذين لغتهم الأولى ليست الفنلندية أو السويدية 8%.

## التاريخ

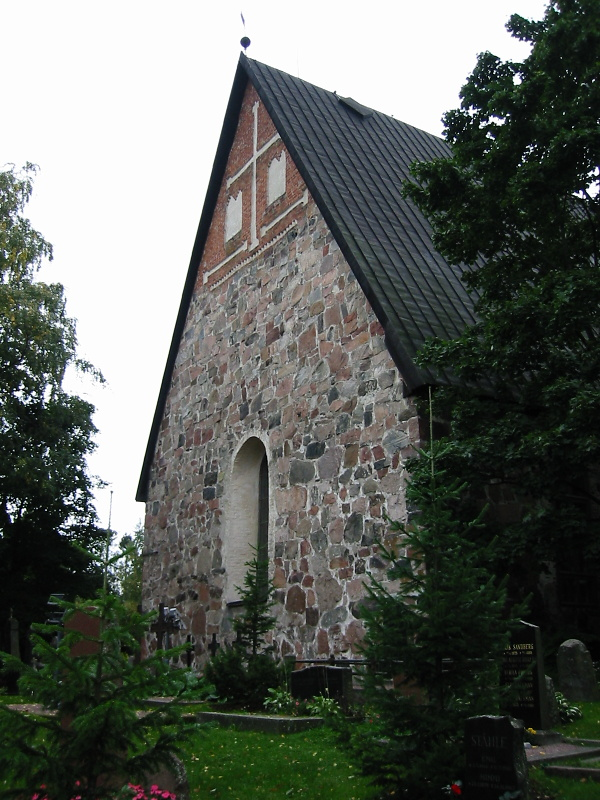
كاتدرائية إسبو

وصل أول سكان المنطقة قبل حوالي 9000 سنة. أنشئت مستوطنة دائمة أثناء القرنين الثاني عشر والثالث عشر. يمر طريق الملك خلال إسبو في مساره من ستوكهولم عبر توركو إلى فيبوري العائد تاريخه إلى القرن الثالث عشر. أقدم مبنى محافظ عليه بإسبو هي كاتدرائية إسبو العائدة لثمانينات القرن الخامس عشر. وقد نما مركز الإداري إسبون كسكوس حول الكنيسة ومحطة السكك الحديدية.
في عام 1920، كانت إسبو مجرد بلدية ريفية بحوالي 9000 ساكن، 70 ٪ منهم كانوا يتحدثون السويدية. وكانت الزراعة هي المصدر الرئيسي للدخل حيث كان يسترزق منها 75 ٪ من السكان. تم فصل كاونياينن عن إسبو في عام 1920، وحصلتا على حقوق المدينة معاً بذات العام 1972.
بدأت إسبو بالنمو المتسارع في الأربعينات والخمسينات. وتطورت بسرعة من بلدية ريفية إلى مدينة صناعية مكتملة، وحصلت على حقوق المدينة عام 1972. نظراً لقربها من هلسنكي سرعان ما أصبحت إسبو شعبية بين الناس عاملين في العاصمة. في الخمسين سنة من 1950-2000 نما عدد سكان إسبو من 22.000 إلى 210.000. منذ عام 1945 كانت غالبية أهالي إسبو تحدث الفنلندية. في عام 2006 بالكاد مثلت نسبة المتحدثين بالسويدية 9 ٪ من مجموع السكان. ما يزال النمو السكاني مستمراً وإن بمعدل أبطأ.

## الاسم
ربما أتى اسم إسبو من الاسم السويدي لنهر إسبو (Espå)، والذي بدوره يأتي من كلمة اسبي (äspe) السويدية القديمة وتعني منصة حور رجراج إضافة كلمة النهر بالسويدية (å). ذكر الاسم لأول مرة في عام 1431.

## الديموغرافيا
السكان حسب الجنسية في الأول من يناير 2007 95.1% الفنلنديين و 4.9% من جنسيات أخرى. وكان الانتماء الديني 77.4% لوثريين و 1.3% أرثوذكس و 1.3 ٪ آخرين و 19.9 ٪ لا انتماء ديني لديهم.
تحتوي إسبو على العديد من الضواحي ذات الدخل المرتفع، وستة من عشرة مناطق الرمز البريدي ذات متوسط الدخل الأعلى تقع في إسبو.

## الثقافة

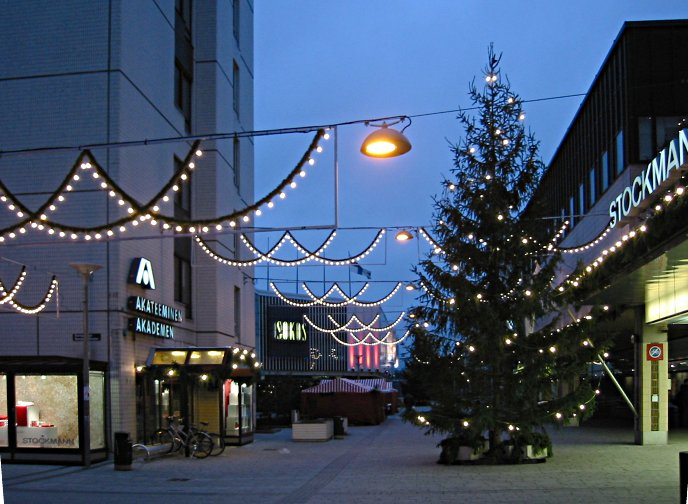
مركز تابيولا للأعمال مساءً.

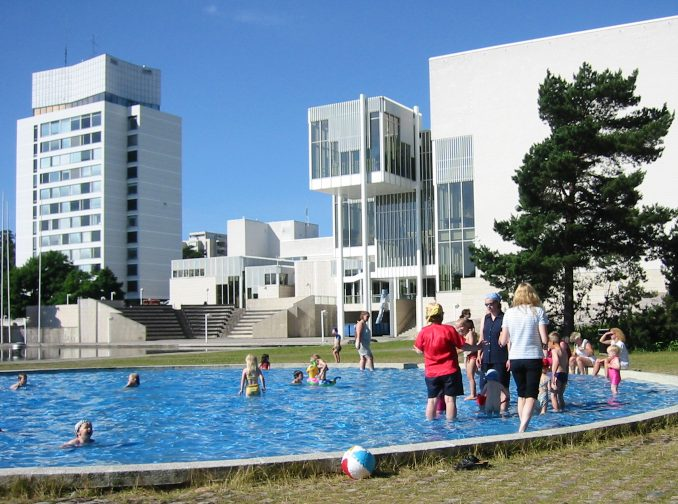
مركز إسبو الثقافي.

تضم إسبو متحف إسبو للفن الحديث ومتحف إيما وبـُني في دار طباعة قديمة مرممة هي دار غي في وسـُميت بذلك بعد طباعة كتاب قديم شركة فيلن وغوس. يستضيف نفس المبنى متحف الساعة الوحيد في فنلندا متحف الألعاب. تقع دار الثقافة في تابيولا، حيث تقام حفلات موسيقية وعروض مسرحية عديدة.
في إسبو قصور عدة منها اثنان منها مفتوحة للجمهور. والأكثر أهمية هو إسبون كارتانو، كما ذكر أول مرة في 1495، والانتماء إلى عائلة نبيلة رامزي منذ 1756. التيار التواريخ المبنى الرئيسي من 1914، ولكن التواريخ طاحونة من خمسينات القرن الثامن عشر وفنلندا أقدم فالفد جسر حجري من 1777 هو على طريق الملك الذي يمر من القصر. ويمكن استئجار المبنى الرئيسي لحفلات الزفاف ومناسبات مماثلة. جولات سياحية للمجموعات عند الطلب. مانور الأخرى مفتوحة أمام الجمهور هو باركانكولان كارتانو، وتقع على الشاطئ الشمالي لبحيرة بودوم. مانور يستضيف مطعم وغرف النادي، وذلك جزئيا مع الأثاث الأصلي مفتوحة للجمهور، ولكن المقصود الأصلي لمصحة كايسانكوتي ودار للمسنين تقع على أرض الواقع من القصر.
فرقة الدث ميتال تشلدرن أوف بودوم أتت من إسبو. اسموا بعد لغز جريمة قتل لم تحل معروفة باسم جريمة قتل بحيرة بودوم وهي بحيرة في شمال إسبو. كما أتت من إسبو إيضاً فرق نورثر وكيواس.

### كتّاب يعيشون في إسبو
- بو كاربيلان
- أنتي هورو
- ماوري كونـّاس
- أرتو بآسيلينا

## الرياضة
إسبو موطن لعدة فرق رياضية تنافس بالدوريات الممتازة. يلعب إسبو بلوز بصالة بارونا أرينا ضمن إس إم ليغا وهو دوري هوكي الجليد للمحترفين. تأسس النادي في فبراير 1984 باسم «كيكو - إسبو» ولعب أول مواسمه في 1984-1985 في الدرجة الثانية. صعد في سنة 1988 إلى الدرجة الأولى واحتفل بارتقاءه إلى إس إم ليغا سنة 1992. غير النادي والفريق اسميهما في عام 1998. جاء الاسم من لون الغلالة الأزرق السائد. الاسم الكامل للنادي "Blues Hockey Oy".
ينافس البلوز على اللقب كل عام تقريبا، إلا أنه لم يكسب اللقب حتى الآن. رغم تحقيقه مركز الوصافة عدة مرات.
نادي رياضي آخر من إسبو، هو نادي هونكا لكرة القدم مقره في تابيولا جنوبي إسبو. ارتقى إلى دوري فيكاوسليغا الممتاز للمرة الأولى في تاريخه في نهاية موسم 2005. مدرب الفريق هو ميكا لهكوسوو ويلعب مبارياته في ملعبه تابيولان أورهيلوبويستو. تأسست أصلا في عام 1953 باسم «تابيون هونكا»، ثم غيـّر اسمه إلى نادي هونكا لكرة القدم في عام 1975.
يشتهر نادي هونكا إلى حد كبير في فنلندا بمشروعه الموسع بأكثر من 1000 من اللاعبين الشباب يلعبون في مختلف الفئات العمرية.
إسبو هي مسقط رأس عامي بطل العالم للراليات 2000 و 2002 ماركوس غرونهولم، بطل العالم الفورمولا واحد سنة 2007 كيمي رايكونن، مهاجم دالاس ستارس الأمريكي لهوكي الجليد ييري لهتينن (ثلاث مرات جائزة أحسن لاعب)، سائق الفورمولا واحد السابق يوركي يارفيلهتو، سائق الدراجة المنحدرات الجبلية المحترف ماتي ليهيكوينن، وبطلة التزلج الأوروبي لعام 2009 لاورا ليبيستو.
النادي
الرياضة
الدوري
الملعب

هونكا
كرة القدم
فيكاوسليغا
تابيولان أورهيلوبويستو
إسبو بلوز
هوكي الجليد
إس إم ليغا
بارونا أرينا
إسبو بلوز
هوكي الجليد
إس إم ليغا للسيدات
لكسولهتي أرينا
تابيولان هونكا
كرة السلة
كوريسليغا
تابيولان أورهيلوهالي
إسبون أويلرس
كرة الأرضية
ساليباندوليغا
تابيولان أورهيلوهالي
أوينتي إسبو «سيتوس»
 السباحة
 -
 إسبونلهدن أويماهالي
 
 

 إسبو لنتيس
 الكرة الطائرة
 -
 إسبونلهدن أورهيلوهالي

## صور

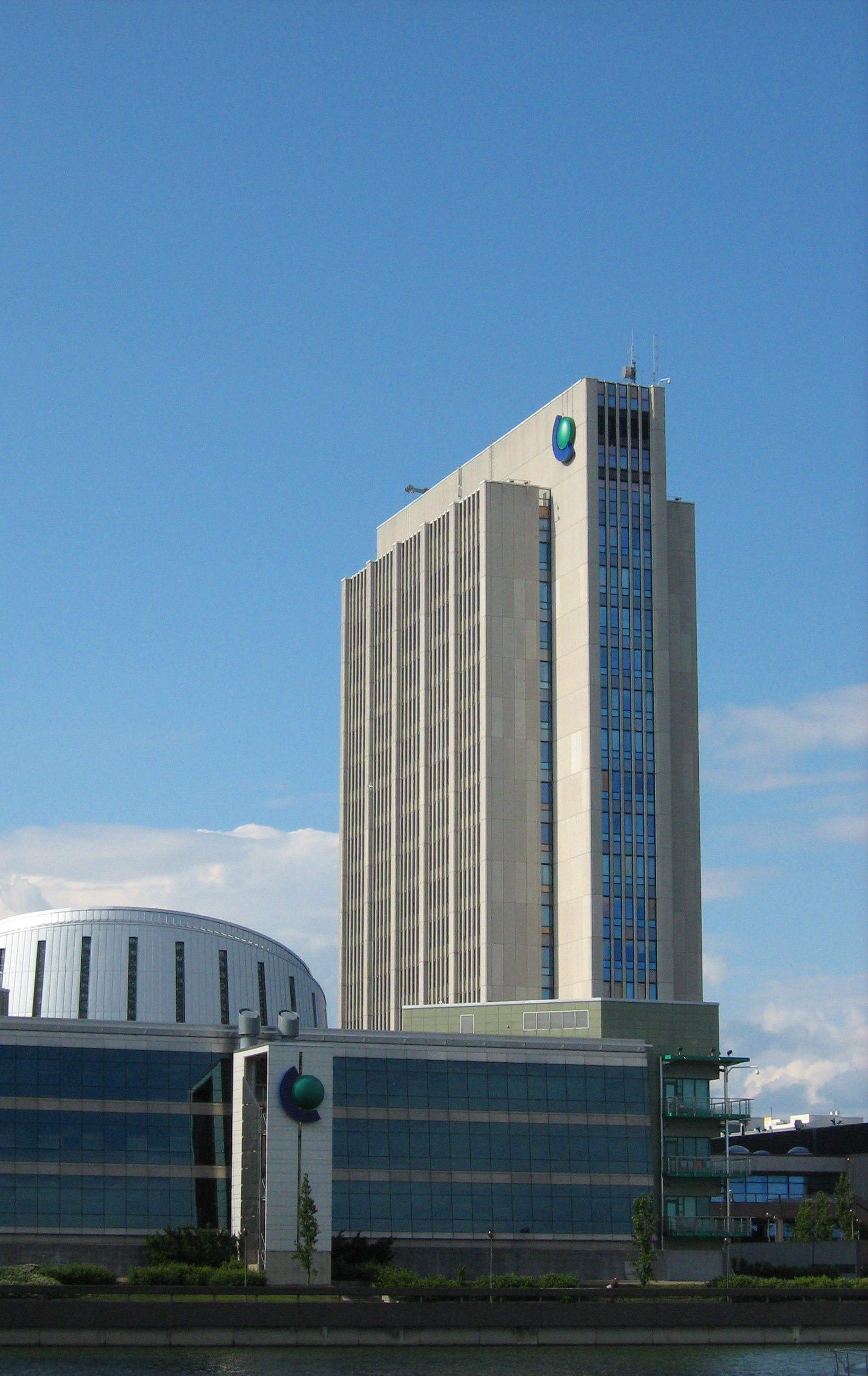
The headquarters of Fortum, located in Keilaniemi, Espoo
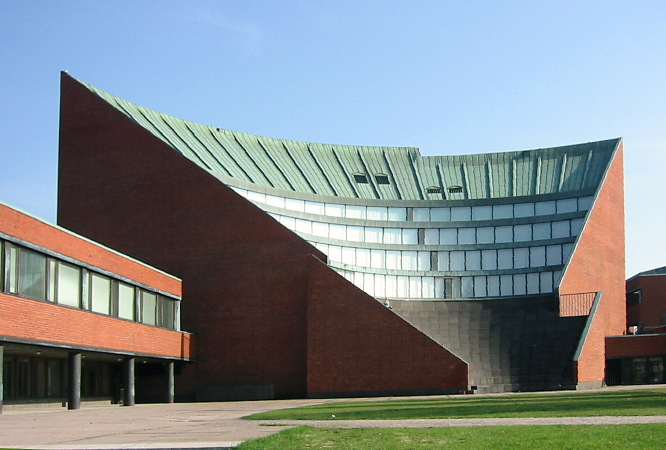
The Helsinki University of Technology, in Otaniemi, Espoo
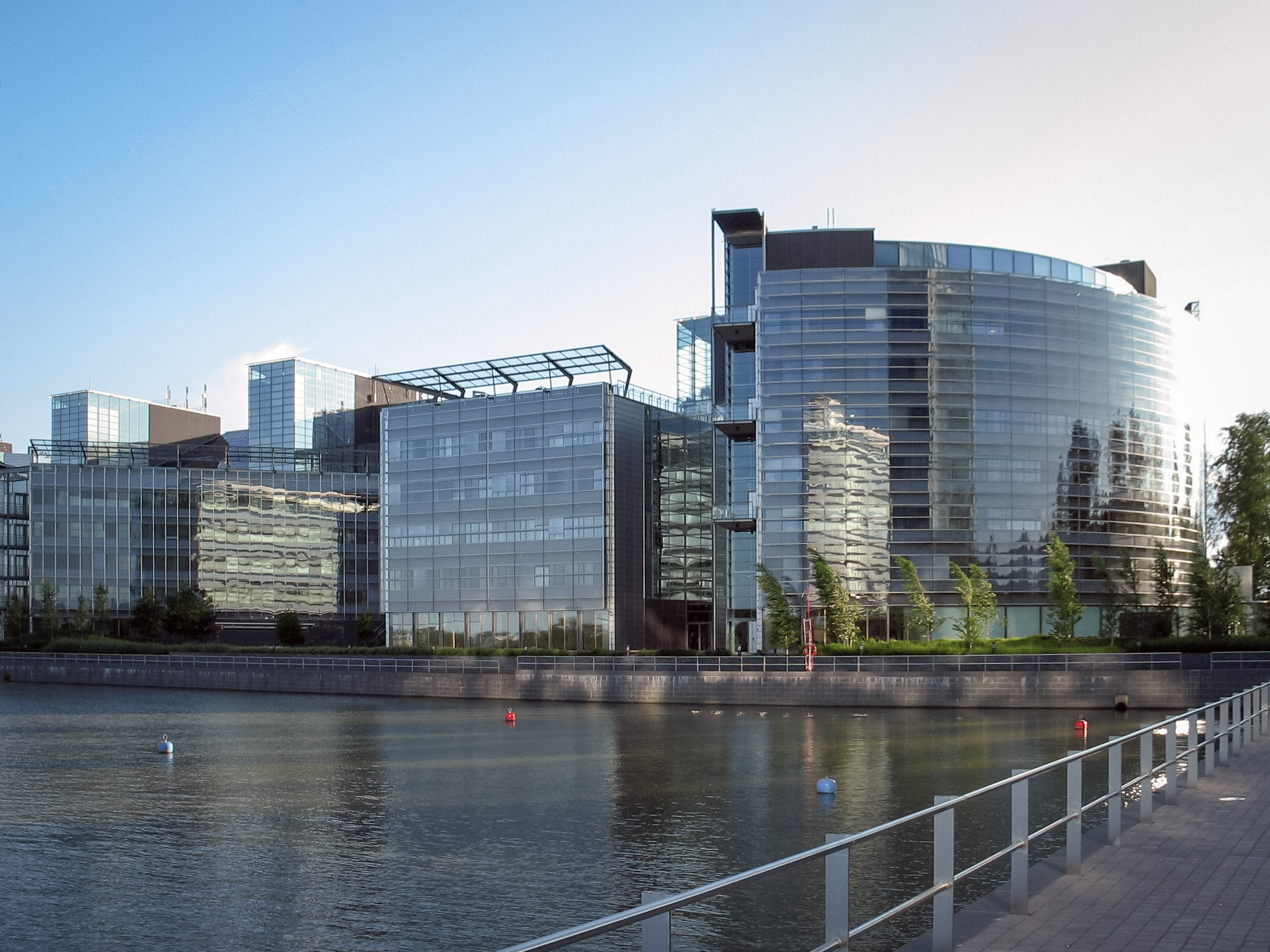
نوكيا world headquarters in Keilaniemi, Espoo
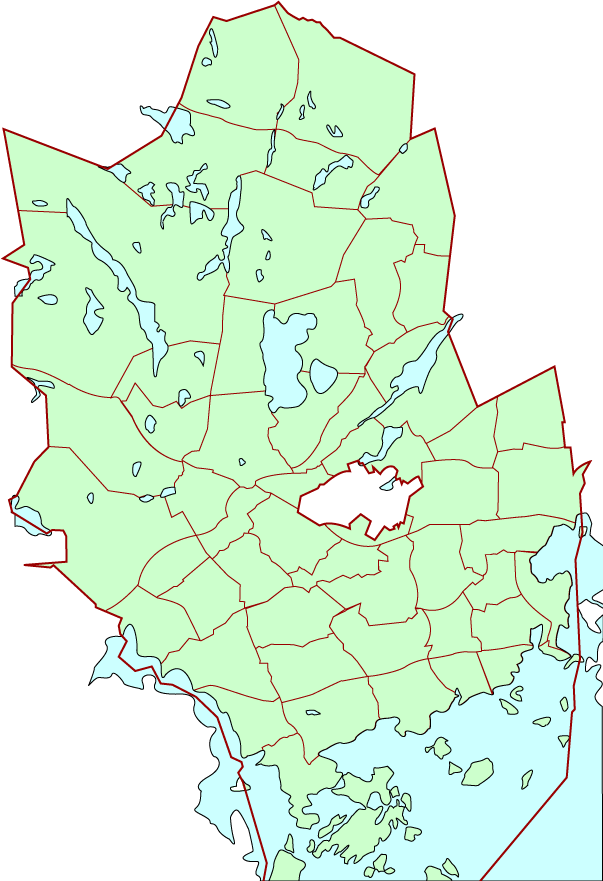
أحياء إسبو الخمسو الخمسين
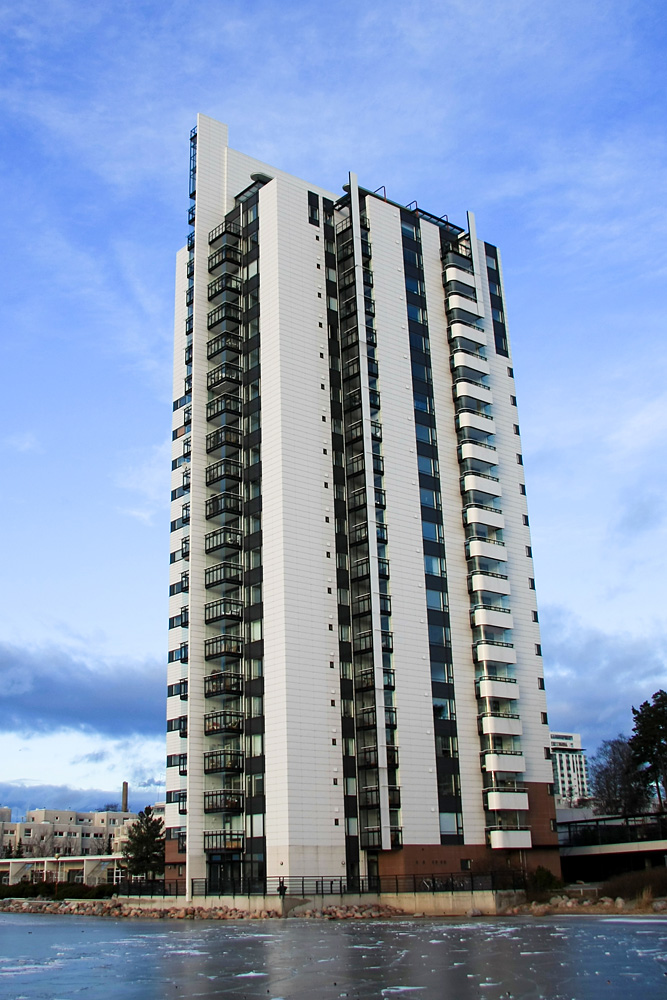
برج ماريتوني في حي كيفنلهتي بإسبو
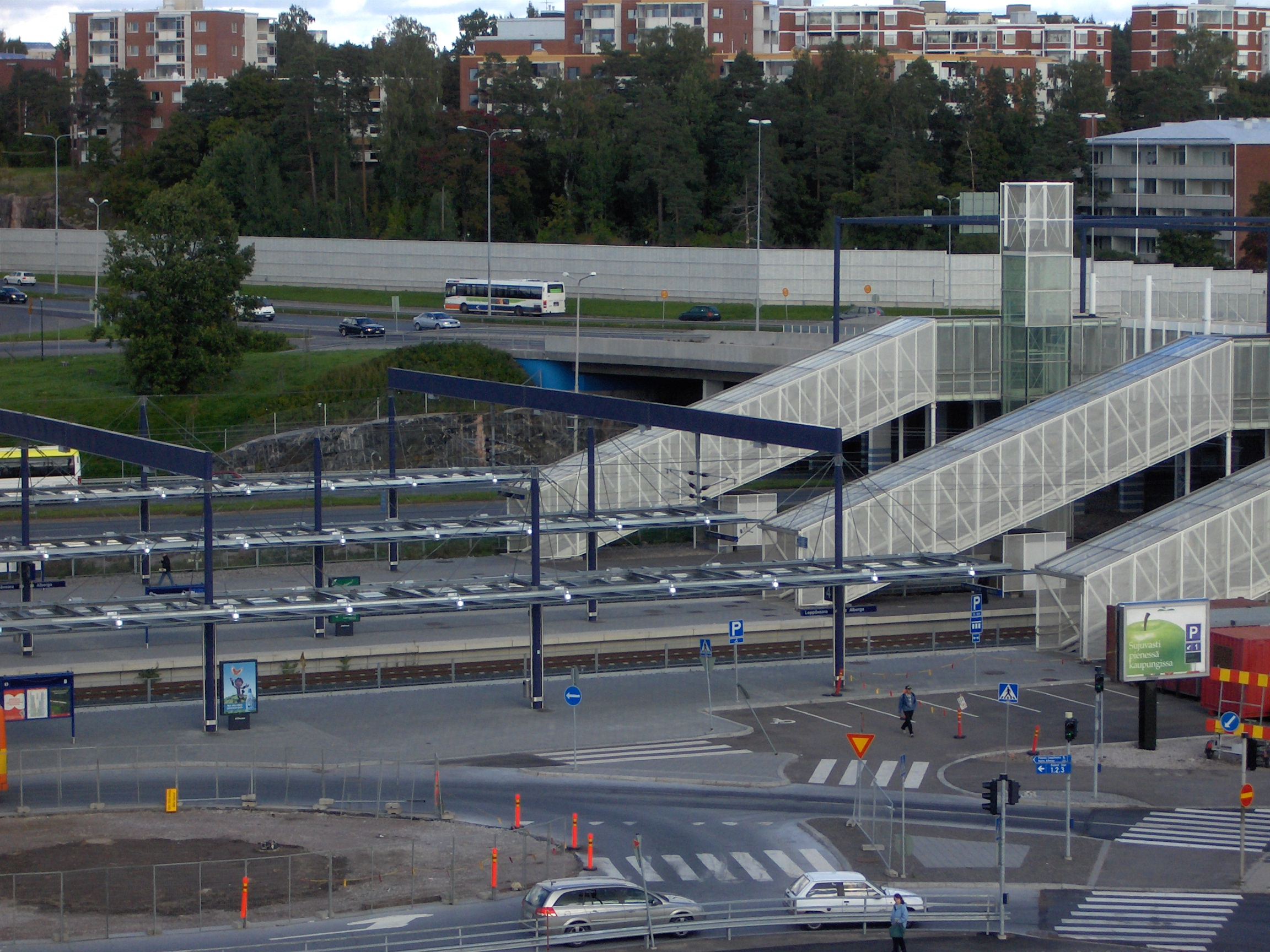
Leppävaara railway station
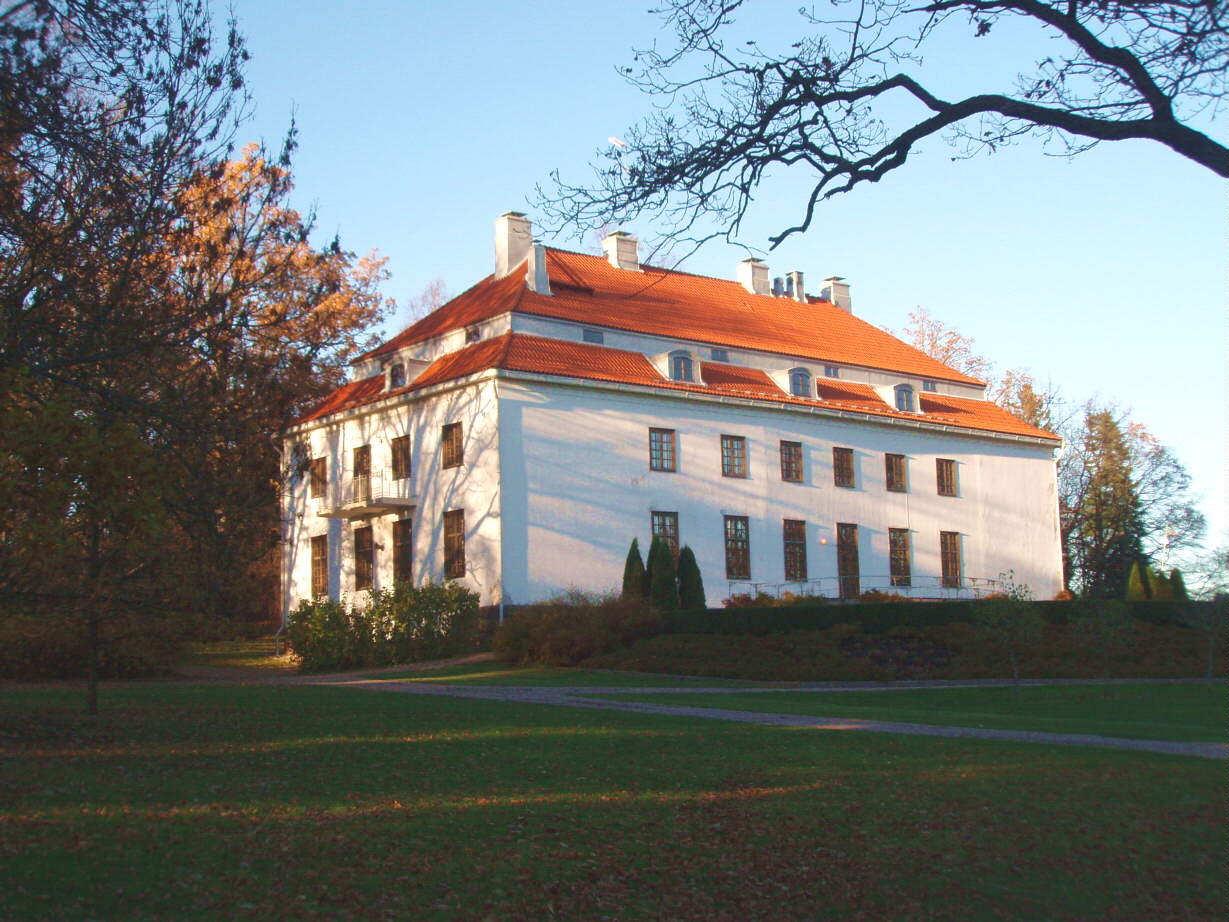
Träskända Mansion in Espoo
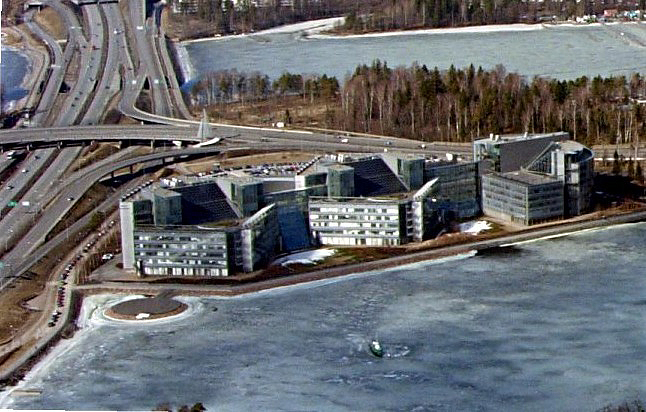
مقر نوكيا في كيلانييمي

## التوأمة
إسبو متوأمة مع:

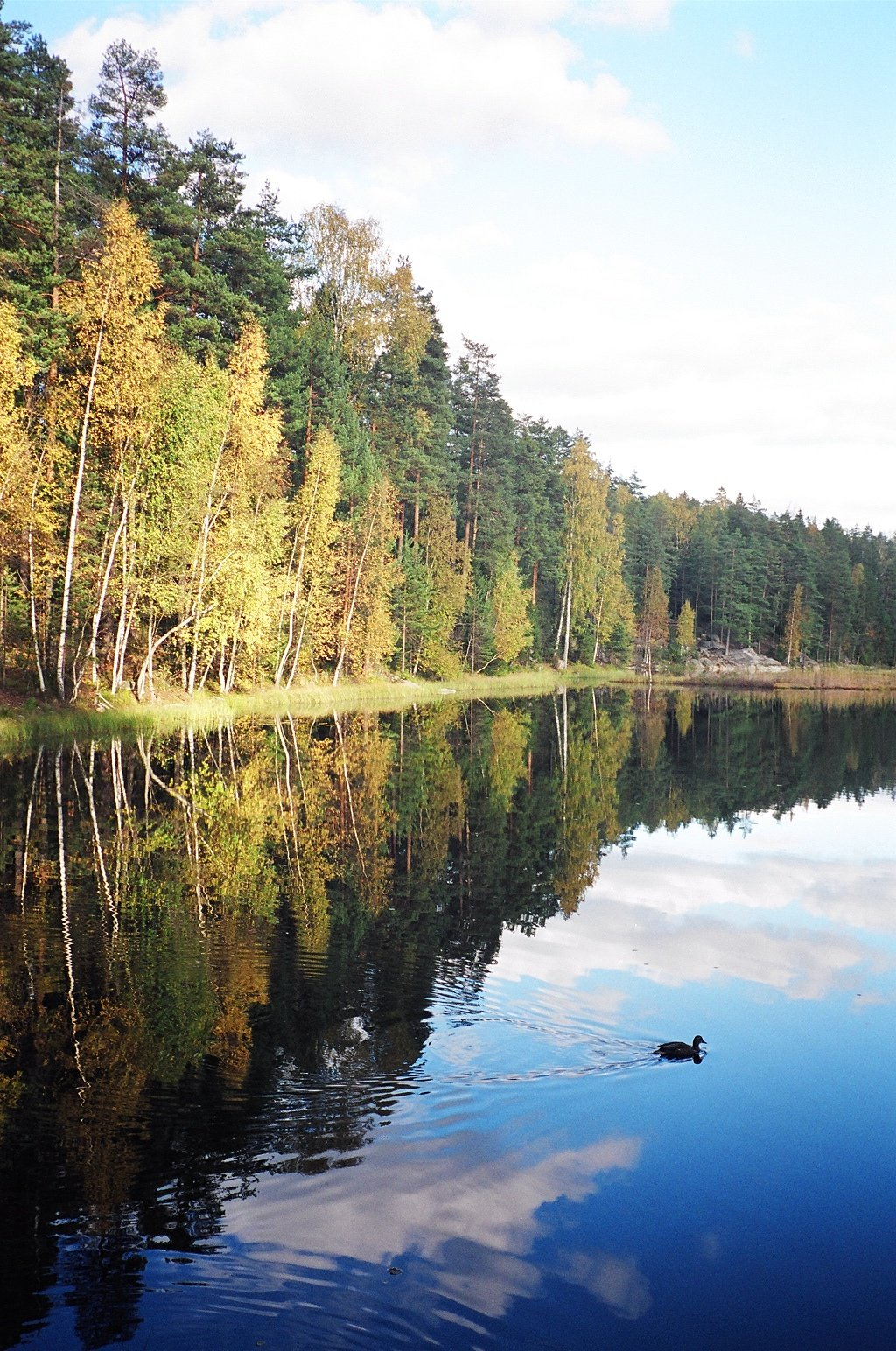
حديقة نوكسيو الوطنية خريفاً

| - إستغوم، المجر - غاتتشينا، روسيا - إيرفن، تكساس، الويلايات المتحدة - كوغي، الدنمارك - كونغسبيرغ، نرويج | - كريستيانستاد، السويد - نومي، إستونيا - ساواكروكور، إيسلندا - شانغهاي، الصين - سوتشي، روسيا |

## انطر أيضاً
- حادثة إطلاق النار في إسبو

## وصلات خارجية
- مدينة إسبو – الموقع الرسمي (فنلندية)
- مدينة إسبو – الموقع الرسمي (سويدية)
- مدينة إسبو – الموقع الرسمي (بالإنجليزية)
- اتفاقية إسبو والتسويق إسبو للسياح (فنلندية) (سويدية)(بالإنجليزية)
- كلية التكنولوجيا بجامعة آلتو – تقع بإسبو (فنلندية) (سويدية) (بالإنجليزية)
- Helsinki.fi – منطقة هلسنكي باختصار (فنلندية) (سويدية) (بالإنجليزية)